# Wanda Rapaczyńska

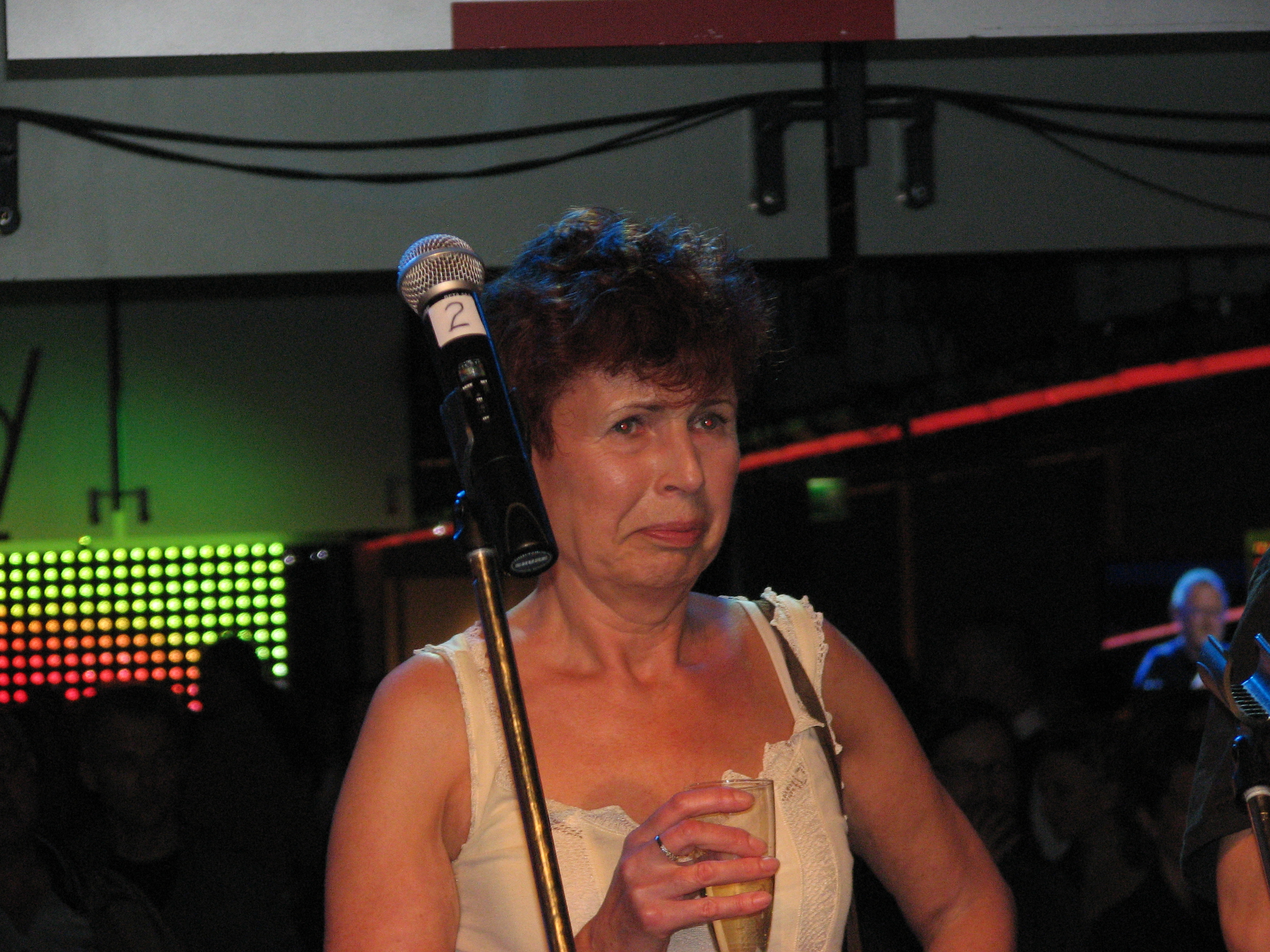
Wanda Rapaczyńska (2007)

Wanda Rapaczyńska (właśc. Wanda Rapaczynski z domu Gruber; ur. 13 grudnia 1947) – była prezes zarządu spółki giełdowej Agora SA, wydawcy m.in. „Gazety Wyborczej”, przewodnicząca Rady Nadzorczej AMS SA (spółki zależnej Agory), obywatelka USA i członek Rady Nadzorczej Agora SA.

## Życiorys
Urodziła się w rodzinie pochodzenia żydowskiego, jako córka Józefa i Katarzyny Gruber. Ukończyła XIV LO im. Klementa Gottwalda. W 1968 roku, zanim ukończyła III rok psychologii na UW, po odbywającej się pod hasłem antysyjonizmu antysemickiej nagonce, będącej następstwem wydarzeń marcowych; wraz z rodzicami, siostrą i bratem wyjechała do Szwecji. Z przyszłym mężem Andrzejem zdecydowała o wyjeździe do Stanów Zjednoczonych, gdzie się pobrali.
W USA od początku rozpoczęła studia psychologiczne na New York University, gdzie w 1977 roku uzyskała stopień doktora psychologii.
Absolwentka Yale University School of Organization and Management – tam uzyskała tytuł Master of Private & Public Management. W latach 1980 i 1982 zajmowała stanowisko Dyrektora Projektu Family Television Research and Consultation Center na Yale.
W latach 1984–1992 w Nowym Jorku była wiceprezesem siedziby Citibank NA, kierowała działem rozwoju nowych produktów. W 1990 roku Helena Łuczywo i Adam Michnik poprosili Rapaczyńską o pomoc przy rozbudowie „Gazety Wyborczej”. Początkowo jedynie doradzała, później wróciła do Polski i w 1992 roku została członkiem zarządu Agory, a w 1998 jej prezesem. W sierpniu 2007 zrezygnowała z tego stanowiska, była w radzie nadzorczej spółki, od 28 czerwca 2013 ponownie została wybrana prezesem zarządu.
Zrezygnowała ze stanowiska 12 marca 2014. W 2014 prezydent Bronisław Komorowski odznaczył ją Krzyżem Oficerskim Orderu Odrodzenia Polski.

## Wpływy i finanse
W lutym 1999 r. Rapaczyńska w reportażu autorstwa Timothego Gartona Asha (dziennikarz The New York Times) zamieszczonym na łamach The New Yorker’a, stwierdziła, iż dzięki jej umiejętnościom Agora rozszerzyła działalność na radio i telewizję i zwiększyła znacznie dochody dzięki pozyskiwanym reklamom. Rapaczyńska dodała też, że ma możliwości uzyskiwania w St.Zj. kredytów bankowych na kwoty znacznie przewyższające możliwości polskich banków. Pozyskano więc inwestorów z USA, m.in. Cox Enterprises Media Group, która w 2004 roku był posiadaczem 12,5% „Gazety Wyborczej”.
- Amerykański magazyn „Fortune” uznał, że Rapaczyńska należy do grupy 50 najbardziej wpływowych kobiet biznesu na świecie. W „Financial Times” napisano, że jest ósmą najbardziej wpływową kobietą biznesu w Europie[12].
- Według rankingu magazynu „Fortune” z listopada 2001 r., prezes Agory jest „26. najbardziej wpływową nie-amerykańską kobietą w świecie biznesu”[12].
- W 2002 r. Wanda Rapaczyńska zajmowała 93. pozycję na liście najbogatszych Polaków. Obecnie posiada ponad 80 mln zł majątku i zajmuje 142. pozycję na tej liście[13].
- Rapaczyńska jest właścicielką około 880 tysięcy akcji Agory SA wartych w 2021 r. około 6 mln złotych[14].

## Działalność społeczno-polityczna
Rapaczyńska od 2002 roku związana jest z Komisją Trójstronną, mającą siedzibę w Nowym Jorku.